# Neu Zauche
Neu Zauche (dolnołuż. Nowa Niwa) – gmina w Niemczech w kraju związkowym Brandenburgia, w powiecie Dahme-Spreewald, wchodzi w skład urzędu Lieberose/Oberspreewald.

## Geografia
Gmina Neu Zauche położona jest na obszarze krainy geograficznej Spreewald.

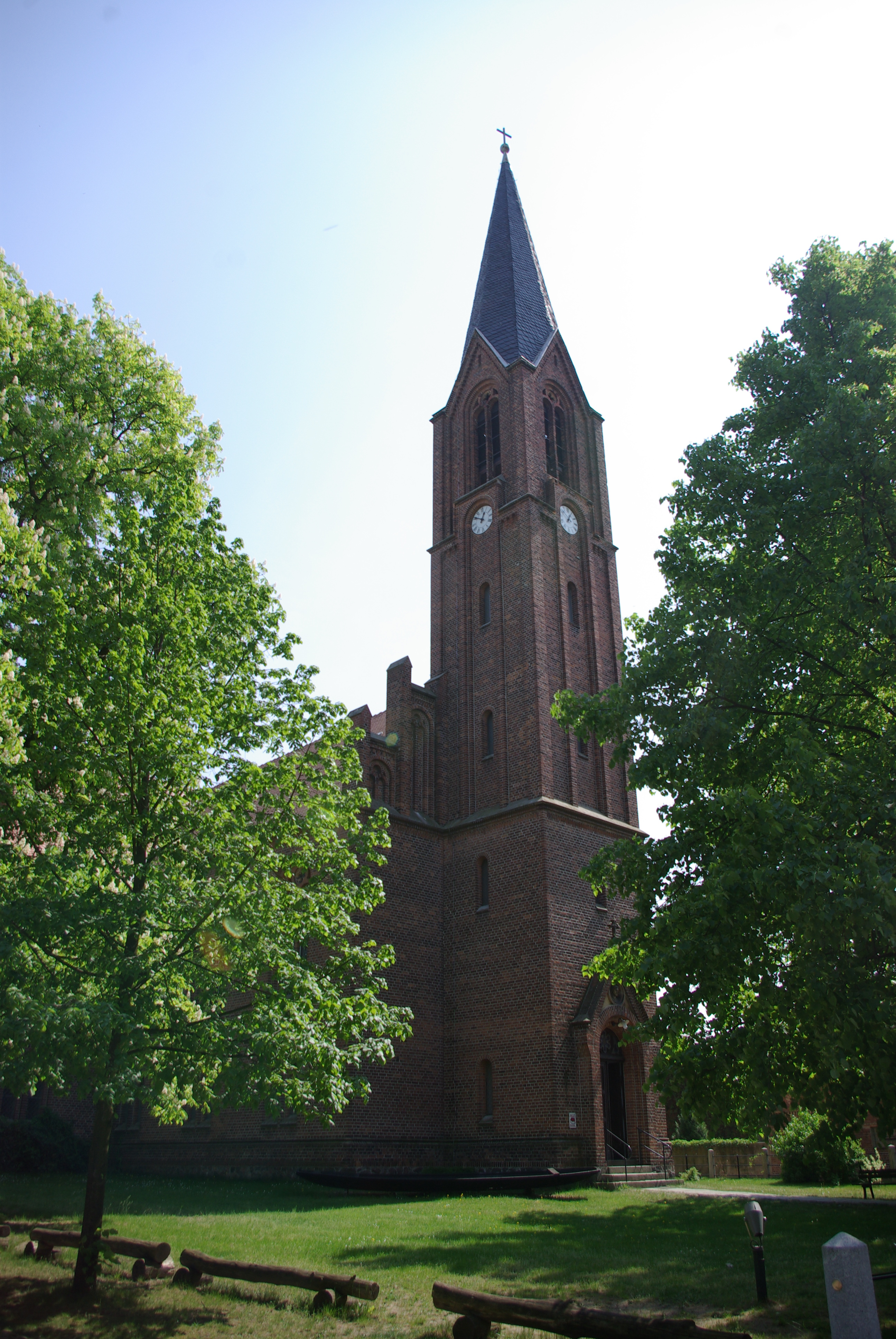
Neogotycki kościół w Neu Zauche, wybudowany w latach 1859–1862, architekt Emil Karl Alexander Flaminius

## Dzielnice
W skład gminy wchodzą dwie dzielnice:
- Briesensee (dolnołuż. Brjazyna nad jazorom)
- Caminchen (dolnołuż. Kamjenki)